# Štefan Žemlič
Štefan Žemlič ili Žemlitš (mađ.: Zsemlics István) (Murska Sobota, 9. srpnja, 1840. – Gornja Lendava, 10. studenog, 1891.) slovenski rimokatolički svećenik i pisac u Mađarskoj.
Rođen je u Prekmurju. Otac Jožef Žemlitš je bio obućar, a majka Ana Karlovič. Osnovnu školu je pohađao u Kisegu (Kőszeg), četiri latinski razred od Benediktinca. Zatim učio u gimnaziju, u Sambotelu (Szombathely). Bio je posvećen 20. srpnja, 1863. godine i kapelan je bio u Donjoj Lendavi (danas Lendava, Slovenija) zatim u mjestu Gornja Lendava (danas Grad). 4. listopada, 1864. kapelanovao u Beltincima, 1868. – 1870. godine svećenik u Lendavi, 1. srpnja, 1870. godine u Donjoj Seniku (Alsószölnök njem.: Unterzemming). U Seniku završio svojo djelo Návuk od szvétogá potrdjenyá szvesztva, koji se je pojavio u Grazu (1871.)
1887. godine radio u Gradu i tamo je umro.

## Viri
- Anton Trstenjak: Slovenci na Ogrskem, Narodnapisna in književna črtica, OBJAVA ARHIVSKIH VIROV MARIBOR 2006. ISBN 961-6507-09-5
- Vasi digitális könyvtár – Vasi egyházmegye  Arhivirana inačica izvorne stranice od 8. studenoga 2007. (Wayback Machine)